# Simon Graves
Simon Graves Jensen (født 22. maj 1999) er en dansk fodboldspiller, der spiller som midterforsvar for hollandske PEC Zwolle. 

## Klubkarriere
Graves spillede i Holstebro Boldklub, inden han som førsteårs U/17-spiller skiftede til Randers FC.
I slutningen af januar 2018 blev det offentliggjort, at Graves fra sommeren 2018 blev en permanent del af Randers FC's førsteholdstrup. Han skrev i samme ombæring under på en treårig fuldtidskontrakt.
Han fik sin debut i Superligaen for Randers FC den 11. april 2018, da han blev skiftet ind i det 90. minut i stedet for Saba Lobjanidze i en 0-2-sejr ude over AGF.
Den 30. januar 2023 skrev han under på en kontrakt med italienske Palermo der gælder til sommeren 2027. 

## Landsholdskarriere
Han fik sin debut i dansk landsholdssammenhæng den 16. januar 2018 mod Cypern, som Danmark vandt 1-0. Han startede inde og spillede de første 45 minutter, inden han ligesom størstedelen af holdet blev udskiftet i pausen.